# Anacardium tenuifolium
Anacardium tenuifolium là một loài thực vật có hoa trong họ Đào lộn hột. Loài này được Ducke mô tả khoa học đầu tiên năm 1939.